# Xysmalobium andongense
Xysmalobium andongense là một loài thực vật có hoa trong họ La bố ma. Loài này được Hiern miêu tả khoa học đầu tiên năm 1898.